# 葉溯中
葉溯中（1902年2月14日—1964年4月21日），名震，字溯中，幼名竹生，以字行。浙江省永嘉縣朔門打繩巷人。民國37年（1948年）在教育會東區當選第一屆立法委員。

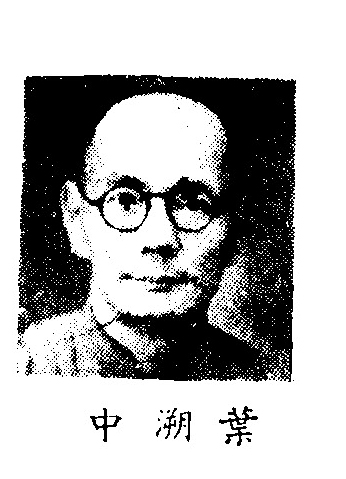
制憲國民大會代表

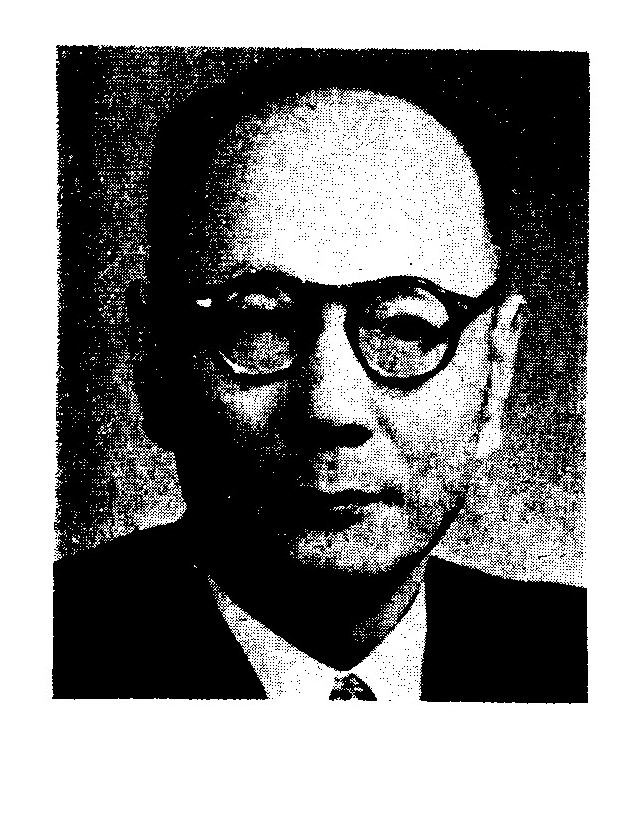

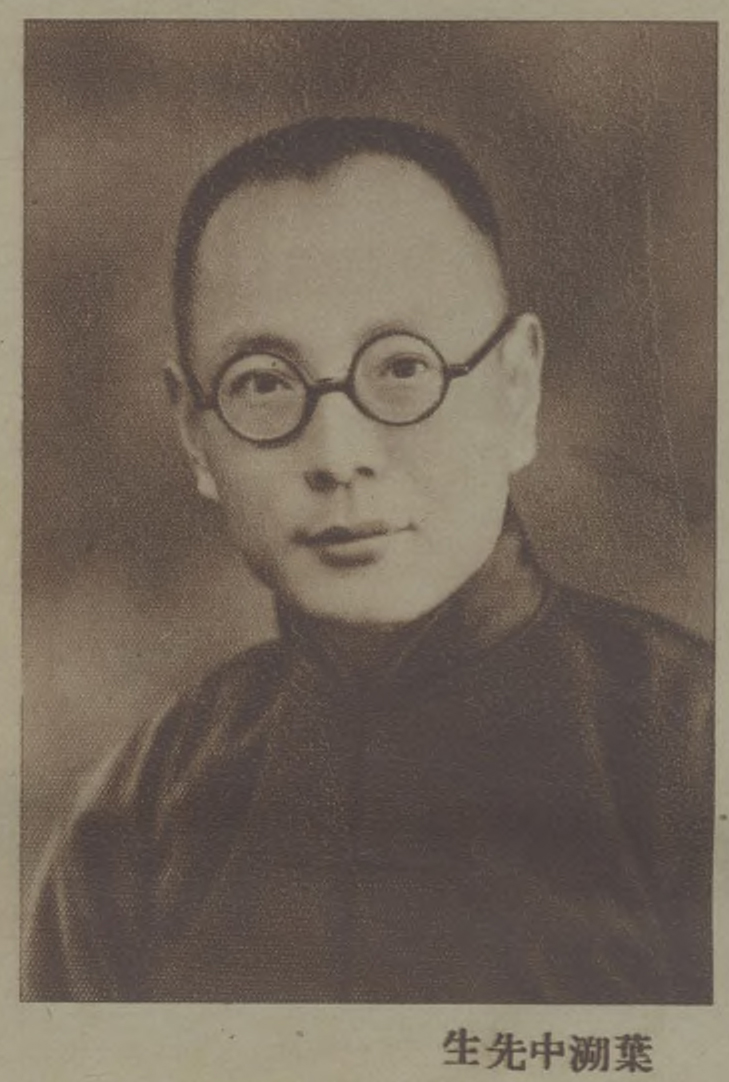

## 生平[1][2][3][4][5]
- 國立北京大學文學院畢業
- 暨南大學教授
- 浙江省立杭州高級中學校長
- 浙江省政府委員兼教育廳廳長
- 考試院考選委員會委員
- 高等考試及普通考試典試委員
- 軍事委員會秘書廳秘書
- 國民會議秘書、國民參政員
- 制憲國民大會代表
- 國立編譯館副館長
- 正中書局編輯所所長
- 中央文化運動委員會副主任委員
- 浙江省教育會常務理事
- 復興書局總經理
- 民國53年（1964年）4月21日病故[6]